# Vostu
A Vostu foi uma desenvolvedora de jogos fundada em 2007 que entre 2009 e 2011 chegou a ser uma das maiores desenvolvedoras de jogos sociais do Brasil e da América Latina. A empresa encerrou definitivamente suas atividades em 8 de junho de 2016.
Os principais jogos desenvolvidos pela Vostu foram: Café Mania, MegaCity, Mini Fazenda, Gol Mania, Shaking Vegas, Vila Mágica, entre outros.

## História
Seus fundadores foram Daniel Kafie, Mario Schlosser e Josh Kushner, que na época da fundação eram estudantes da Universidade de Harvard. Os principais jogos desenvolvidos pela Vostu foram: Café Mania, MegaCity, Mini Fazenda, Gol Mania, Shaking Vegas, Vila Mágica, entre outros. Os jogos sociais estavam disponíveis no Orkut, Facebook e Google+. 
Mais de 50 milhões de brasileiros chegaram a ter registros nos aplicativos de jogos da Vostu. A empresa chegou a afirmar que um em cada quatro internautas brasileiros chegaram a usar um ou mais de seus aplicativos.
No ano de 2011 foi considerada pela Revista Forbes como uma das 10 principais startups no Brasil e o Business Insider a incluiu na lista das 100 startups mais valiosas do mundo.
O site especializado em valor de mercado Business Insider estimou que o valor da Vostu pode ter chegado aos 300 milhões de dólares em 2011. O embate jurídico que a Vostu teve com a Zynga por causa de plágios comprometeu algumas relações da empresa com investidores e estima-se que a empresa já não valia quase nada do valor estimado pela Forbes.
No ano de 2011, a Vostu anunciou a compra da MP Game Studio, empresa dedicada a jogos casuais e adgames, ampliando seu portfólio de jogos.
Ainda nesse mesmo ano, foi processada pela Zynga, sob alegação de violação de direitos autorais. Um acordo entre as empresas encerrou o processo.
No início de 2012, a Vostu realizou uma reestruturação dos setores da empresa, unificando o desenvolvimentos dos jogos no escritório de Buenos Aires e as operações comerciais no Brasil, reduzindo seu quadro de funcionários de mais de 600 pessoas para menos de 120 colaboradores.
Em meados de 2012 a empresa mostra os resultados desta reestruturação com o lançamento de novos jogos sociais, casuais e mobile.
Mas, após a restruturação da empresa e a apresentação de alguns bons resultados, a Vostu não teve um bom 2012. Muitos jogadores reclamavam da qualidade dos jogos estarem caindo, altos problemas técnicos e equívocos de relacionamento graves com o cliente passaram a levar a empresa para baixo.
Em meados de março de 2013 a Vostu chegou a demitir cerca de 100 funcionários, passando a operar com cerca de 50 funcionários apenas. Além disso, o comando da empresa foi deixado por Matias Rechia, assim como o cargo de cientista chefe da mesma, o qual era ocupado por Andrés Bernasconi. Sendo assim, Daniel Kafie, principal fundador da companhia, voltou ao comando da empresa.
Segundo o site Apartura, a Vostu chegou até a negociar a venda da empresa ou de uma parte dela. Muitos ex-funcionários disseram que a empresa não foi capaz de assumir alguns riscos que a trouxeram abaixo. Assim como não conseguiu chegar a um consenso de que iria trabalhar para vários jogos.
Durante os anos de 2013, 2014 e 2015, a Vostu apostou em incentivar a monetização de seus principais jogos web, Mini Fazenda, MegaCity e Café Mania. Já com um orçamento muito enxuto a companhia perdeu quase todo o valor de mercado, teve ainda mais dificuldades de administrar seus jogos e dentro do ambiente funcionários reclamavam constantemente da falta de receptividade e liderança do CEO, Daniel Kafie. Reclamavam também da quantia de trabalho e a pequena quantia de funcionários, segundo relatos, vários funcionários tiveram de trabalhar para diversos jogos ao mesmo tempo.
Em outubro de 2014, a Vostu apostou em seu primeiro lançamento após a reestruturação de março de 2013 e lançou TOP FARM que posteriormente veio a ser publicado pela companhia de jogos Halfbrick, cujos valores e embrólios envolvendo a negociação são desconhecidos.
Já em agosto de 2015, o CEO da Vostu, Daniel Kafie, anunciou o fechamento de sua oficina de jogos deixando cerca de 50 colaboradores desempregados. Na ocasião, recheado de dívidas, Daniel Kafie negociou uma divisão da empresa, os jogos mobile Dragon Ninjas, Top Farm e Candy Dash com um grupo de ex-funcionários, os valores e as tratativas desta negociação também são desconhecidos.
Enquanto isso, a Vostu manteve até 8 de junho de 2016 os jogos da divisão WEB: Mini Fazenda, MegaCity e Café Mania. Durante este período, os lucros e rentabilidades dos três jogos foram unicamente de Daniel Kafie.
Em outubro de 2015, o grupo de ex-funcionários da Vostu fundou a MP FORCE, oriunda da Vostu e responsável por manter os três jogos que fazem até hoje parte de seu portfólio: Dragon Ninjas, Candy Dash e Top Farm. A empresa fundada por Fernando Piccolo e Angel Mazzarelo (ex CPO e CFO da Vostu) não tem um valor estimado de mercado.
Na data de 10 de junho de 2016, após receber protestos dos jogadores dos jogos web da Vostu que atribuíram o encerramento dos aplicativos MegaCity, MINI Fazenda e Café Mania ao surgimento da MP Force, os diretores da companhia revelaram que tentaram obter as licenças e códigos dos jogos web da Vostu, ambas negociações sem avanços e negadas por Daniel Kafie que preferiu continuar com os direitos destes jogos. Segundo a companhia, os jogos web da Vostu poderiam continuar a serem mantidos pela MP Force caso a negociação tivesse chegado a prosperar.
Ao longo de toda a trajetória da Vostu, a companhia contou com pelo menos 20 produtos, foram eles: Joga Craque, Mini Fazenda, Café Mania, MegaCity, Magic Valley, Gol Mania, Candy Dash (web), Shaking Vegas, Find & Climb, Um Milhão na Mesa, Word Show, Flying Kingdoms, World Mysteries, Pet Mania, Meow, Elemental, Mini Fazenda Bubble Shotner, Mega Poker, Rede do Crime e Riddle Pic, Rio Selvagem, As do tempo, além de um portal de jogos MMO e um de games online no estilo Click Jogos, descontinuado alguns meses depois por falta de receptividade dos jogadores.

## Jogos

### Café Mania

Logotipo do jogo Café Mania

O jogo Café Mania permite ao jogador ser gerente de um restaurante virtual, onde o objetivo é aumentar o estabelecimento, tornando-o um restaurante de sucesso. Para isso, o jogador terá que cozinhar pratos, servir bebidas e cumprir missões para ganhar dinheiro, experiência e popularidade.
Além de administrar um restaurante comum, o jogador ainda tem a possibilidade de abrir uma filial na praia, que foi lançada em julho de 2011. Para isso, o jogador tem que alcançar o nível 20 e cumprir uma missão rápida.
O jogo foi encerrado em Junho de 2016.

### MegaCity

Logotipo do jogo MegaCity

O jogo MegaCity permite ao jogador ser prefeito de uma cidade, onde o objetivo é aumentar a cidade, tornando-a uma metrópole. Para isso o jogador terá que plantar, pescar, construir projetos e cumprir metas para ganhar dinheiro para construir novos edifícios e expandir a cidade, experiência para poder desbloquear construções e sementes e suprimentos para abastecer os negócios.
Além do território terrestre, o jogador pode expandir sua cidade em direção à praia e ao mar, com direito a uma ilha onde também pode fazer construções e projetos, além de outros territórios bloqueados conhecidos como "Serra Verde".
O jogador também pode visitar vizinhos, podendo trabalhar em seis estabelecimentos do vizinho a cada 24 horas. Esses trabalhos dão pontos de reputação, pontos de energia, experiência e moedas.
O jogo foi encerrado em Junho de 2016.

### Magic Valley

Logotipo do jogo Magic Valley

O jogo Magic Valley permite o jogador administrar um vale mágico, onde o objetivo é reconstruí-lo. Para isso o jogador terá que construir casas e negócios, decorar o vale, plantar sementes, vender produtos, cumprir metas e remover elementos naturais, para ganhar experiência para passar de nível, dinheiro para construir novos edifícios e decorar o vale e ingredientes para produzir produtos.
Além disso, também é possível expandir o vale. Para isso, o jogador terá que ir cumprindo metas para desbloquear áreas no vale. Para comprar uma expansão, o jogador precisará de dinheiro e Runas do Sol.
O jogador também pode visitar vizinhos, podendo coletar cinco casas ou recursos naturais a cada dia. Esses trabalhos dão experiência, dinheiro, pontos de energia e outros materiais. O jogo atualmente encontra-se fora do ar.

### Descontinuados
- Magic Valley
- Flying Kingdoms
- Joga Craque
- Mega Poker / Vostu Poker
- Pet Mania
- Rede do Crime
- Word Show
- World Mysteries
- Meow
- Café Mania
- MegaCity
- Candy Dash (web)
- Mini Fazenda
- Elemental
- Um milhão na mesa
- Find & Climb

## Plataformas e Parcerias
- Orkut
- Facebook
- Google +
- GetJar
- Gree

## Participações nos Jogos
Diversas marcas e celebridades assinaram parceria com os jogos da Vostu.

### Marcas
- Guaraná Antarctica

Em Maio de 2011 chegou no Café Mania uma nova máquina na qual os jogadores poderiam servir diferentes sabores de Guaraná Antarctica para Ronaldo e Claudia Leitte. Para preparar os refrigerantes, os jogadores tinham que coletar guaranás em pés de guaraná do lado de fora dos restaurantes.
- AdeS

Em Setembro de 2011 chegou no Café Mania algumas receitas da AdeS. Os jogadores podiam servir pratos e cafés preparados com produtos da empresa. Além das novas receitas no jogo, a Vostu também criou um concurso na qual os jogadores tinham que tirar uma foto de uma das receitas da AdeS feita na vida real, disputando créditos no jogo.
- Sucos Del Valle

Esta foi uma ação cross-media de sua campanha na TV, onde os Sucos Del Valle contavam porque seus sucos eram tão gostosos. Na Mini Fazenda, os usuários recebiam de seus amigos “Regadores do Carinho” para cuidar de suas plantações e ganhar o “Toque Carinhoso”, que agilizava suas plantações e as fazia render mais.A promoção foi lançada em setembro de 2011.
- Netflix

Nesse mesmo mês a Vostu fechou uma parceria com a Netflix, para oferecer aos seus jogadores muitos créditos ao se cadastrarem no serviço da empresa. O Café Mania foi um dos jogos que teve disponibilizada essa oferta, oferecida apenas para usuários do Orkut. Essa promoção voltou outras vezes no jogo com outras ofertas de créditos.
- Pepsi, Vivo e Visa

Pepsi, Vivo e Visa entraram como parceiras da Vostu no lançamento do GolMania, em setembro de 2011, e tiveram suas marcas expostas no meio do campo e nas placas de patrocínio, assim como nas partidas reais de futebol.
- River Plate e Boca Juniors

Ampliando as participações no GolMania, em dezembro de 2011 dois dos mais importantes times da América com a construção de seus respectivos estádios e possibilidade de jogar com seus uniformes.
- Corinthians

Em novembro de 2011, o Corinthians chegou no Mega City com itens exclusivos do Timão para os torcedores incluírem em suas cidades. Além disso, era possível construir a réplica do futuro estádio do Corinthians, concorrer a ingressos para os jogos do Paulistão 2012 e camisas autografadas por jogadores do time.
- Vasco da Gama

Primeiro clube brasileiro a participar no GolMania, o Clube de Regatas Vasco da Gama lançou seu estádio em abril de 2012. Com a parceria, os usuários podem jogar também desde a fanpage oficial do clube no Facebook.
- Ketchup Hellmann's

Em maio de 2012, o Ketchupp Helmann’s chegou na Mini Fazenda. A funcionalidade consistia em receber sementes de tomates especiais de seus amigos, plantá-las, e ao colher tomates Hellman’s, processá-los na máquina para receber itens especiais como Ketchups lucrativos, poção para agilizar cultivos, tomates guardiões de cultivos etc.
- Decolar.com

A parceria entre Vostu e Decolar.com foi apresentada em junho de 2012. A ação é baseada em tarefas de desempenho que pretendia ampliar a interação entre os jogadores do Mega City a marca que aparece nos aviões e no aeroporto das “MegaCidades”. A mecânica leva os usuários a curtirem a Fan Page da Decolar.com no Facebook e também a cumprir metas como decolar e aterrissar aviões, arrecadar lucros de hotéis e trocar cartões postais.
- Walmart

Em julho de 2012, o Walmart lançou uma loja virtual no MegaCity que permite ao usuário realizar compras via e-commerce. Ao acessar a plataforma, o jogador recebe um convite para fazer suas compras no site da marca e pode ganhar inicialmente até 100 “MegaGranas” na Roleta da Fortuna. O jogador também pode fazer suas compras na loja virtual do Walmart através do jogo e ganhar 5% de desconto. O Walmart teve ainda uma participação pequena semelhante em outros dois games da companhia, a Mini Fazenda (jogo de criação de fazendas) e o Café Mania (jogo de administração de bistrô virtual) 
- NetShoes

Em Novembro de 2012, a loja virtual esportiva NetShoes também lançou sua loja virtual dentro do MegaCity, nela os usuários poderiam realizar compras virtuais (e-commerce). Assim que o jogador acessasse o jogo ele já recebe um convite do "Professor Silva" (como é chamado o personagem esportivo do jogo) a completar as metas da NetShoes e assim fazer compras virtuais na loja a partir do game. A cada compra realizada, o ganhador ganha uma chance de girar a "roleta da fortuna" para ganhar MegaGranas. (moeda virtual do jogo). A NetShoes, teve ainda uma participação semelhante no game Mini fazenda, em Dezembro de 2012.
- Tim

No mesmo mês, a TIM também entrou para o game de cidades popular da Vostu, MegaCity. O jogador poderia fazer a recarga de seu celular a partir do MegaCity e assim ganhar uma quantia em MegaGranas.

### Celebridades
- Adriana Lima

Em Maio de 2011, a modelo Adriana Lima gravou um comercial de TV para divulgar o lançamento do Megacity.
- Ivete Sangalo

Em Junho de 2011, chegaram no jogo vários itens especiais da cantora Ivete Sangalo. Foi acrescentado no jogo construções típicas da Bahia, missões especiais da Ivete, onde os jogadores ganhavam prêmios ao cumpri-las, um hit dedicado à cantora, a possibilidade de visitar a ilha da cantora no jogo e uma Arena aonde os jogadores podiam melhorá-la e lucrar cada vez mais no jogo. Além disso também chegou no jogo um Trio Elétrico, aonde os jogadores tinham a chance de conhecer a cantora pessoalmente. Para isso, os jogadores tinham que ajuntar fãs e trocá-los por cupons para concorrer.
Além das novidades no jogo, a Ivete Sangalo também gravou um comercial para TV Aberta mostrando o jogo, substituindo Adriana Lima.
- Michel Teló

Em Abril de 2012, mais um artista chegou no MegaCity, que dessa vez foi o Michel Teló. Dentre as novidades no jogo relacionadas a ele, vieram construções especiais, metas do cantor, um remix exclusivo e uma Arena dedicado a ele.
Além disso os jogadores também tinham a chance de ganhar CDs e DVDs do Michel Teló. Para isso os jogadores tinham que cumprir todas as metas do Michel e depois responder a uma pergunta no item Balada do Michel.